# Нижньоланнівська сільська рада
Нижньоланнівська сільська рада — колишній орган місцевого самоврядування у Карлівському районі Полтавської області з центром у селі Нижня Ланна.

## Населені пункти
Сільраді були підпорядковані населені пункти:
- c. Нижня Ланна